# José Pertierra y Albuerne
José Ramón Pertierra y Álvarez de Albuerne (Cudillero, 1851-Cienfuegos, 1898) fue un político y médico español asentado en Cuba. Ostentó el título nobiliario de primer marqués de Cienfuegos.

## Biografía
Nació el 25 de mayo de 1851 en la parroquia asturiana de San Martín de Luiña. Marchó a Cuba en 1864, donde estudió en el colegio jesuita de Sancti Spiritus. Regresó a la península ibérica en 1868 para estudiar la carrera de Medicina, que cursó en la Universidad Central hasta obtener los títulos de licenciado y doctor, en 1873. Permaneció en Madrid hasta 1874, año en que se embarcó de nuevo para Cuba. En la isla se estableció en Cienfuegos. Desempeñó durante tres años el cargo de médico municipal forense y además el de médico del hospital militar de Cienfuegos, durante la guerra. Por esta labor se le concedió la cruz del mérito militar de primera clase. En 1878 estableció la primera casa de salud de Cienfuegos, de la que fue director facultativo.
Tras finalizar la guerra, fue primer vocal en el comité del partido Unión Constitucional de Cienfuegos. Como delegado de dicha organización organizó casi todos los comités locales en la localidad. En 1880, al reorganizarse el comité de Cienfuegos, fue elegido vicepresidente del mismo, y a los dos años presidente. Al crearse el comité provincial de las Villas, fue elegido por unanimidad presidente. En 1879, al celebrarse las primeras elecciones provinciales, fue elegido diputado por el distrito de Cienfuegos, siendo el más joven de los electos. Al constituirse la Diputación resultó nombrado vicepresidente y poco después, por nombramiento del gobernador general, vicepresidente también de la Comisión provincial, cargos que desempeñó durante cuatro años. Al terminar este periodo fue reelecto diputado por su distrito, al que siguió representando sin interrupción desde 1879 —siendo después, al constituirse nuevamente la Diputación, en 1883, propuesto y nombrado, por el gobernador general, presidente de dicha corporación—. Fue también elegido presidente del Casino Español de Cienfuegos en 1879.
Ingresó en el Cuerpo de Voluntarios de la Isla de Cuba a su llegada por segunda vez a la isla, con el carácter de médico de la Compañía de Tiradores. En 1876 se le nombró médico de su batallón, y en 1880 fue propuesto por unanimidad de jefes y oficiales para primer jefe del citado batallón, que más adelante mandó como coronel. En 1883 se le concedió la encomienda de número de Isabel la Católica, en 1886 la gran cruz de la misma orden y más adelante fue recompensado con el título de marqués de Cienfuegos, en 1893. Pudo ser senador por la provincia de Santa Clara en 1893, mas no llegó sin embargo a jurar el cargo. Obtuvo escaño de diputado a Cortes, por el distrito de Santa Clara, en las elecciones de 1896.
Pertierra, que estuvo casado con la cienfueguera Antonia de Madariaga y Muñoz (nacida en 1858), falleció el 21 de enero de 1898 en Cienfuegos.